# دهستان شند اشکندان
دهستان شند اشکندان، یکی از دهستان‌های بخش کله گان شهرستان گلشن در استان سیستان و بلوچستان ایران است. مرکز این دهستان، روستای شند اشکندان است.

## جمعیت
بر پایه سرشماری عمومی نفوس و مسکن در سال ۱۳۹۵، جمعیت دهستان شند اشکندان برابر با ۲٬۶۰۳ نفر بوده‌است.